# Let Him Run Wild
«Let Him Run Wild» es una canción escrita por Brian Wilson y Mike Love para la banda The Beach Boys. Apareció en su álbum de estudio Summer Days (and Summer Nights!!) de 1965. Fue editada en el lado B del sencillo "California Girls".

## Estilo
Se encuentra inspirada en las melodías de Burt Bacharach. Tiene cambios de principio a fin. Esos cambios musicales eran un pre-ensayo de lo que sería más tarde Pet Sounds.

## Publicaciones
La pista instrumental se puede escuchar en el álbum Stack-O-Tracks de 1968. En las reediciones de 2001, Summer Days (and Summer Nights!!) fue reeditado, incluyendo bonus-pistas de secciones y una versión de la canción con una diferencia vocal, fue puesta en el Best of The Beach Boys Vol. 2 de 1967, en el exitoso álbum doble Endless Summer de 1974, en The Warmth of the Sun de 2007 y en el box set U.S. Singles Collection: The Capitol Years, 1962-1965 de 2008. 
Brian Wilson grabó una versión de la canción en su álbum de solista Imagination de 1998, ya que Wilson se sentía insatisfecho con su voz en la versión original.